# Demonax theresae
Demonax theresae är en skalbaggsart som beskrevs av Maurice Pic 1927. Demonax theresae ingår i släktet Demonax och familjen långhorningar. Inga underarter finns listade i Catalogue of Life.